# جيك فوي
جيك فوي (بالإنجليزية: Jake Foy)‏ هو ممثل كندي، ولد في 1 نوفمبر 1990 في نياجارا فولز، أونتاريو.

## روابط خارجية
- جيك فوي على موقع IMDb (الإنجليزية)
- جيك فوي على موقع روتن توميتوز (الإنجليزية)
- جيك فوي على موقع قاعدة بيانات الأفلام العربية
- جيك فوي على موقع ألو سيني (الفرنسية)
- جيك فوي على موقع تيرنر كلاسيك موفيز (الإنجليزية)
- جيك فوي على موقع أول موفي (الإنجليزية)
- جيك فوي على موقع قاعدة بيانات الفيلم (الإنجليزية)
- جيك فوي على موقع كينوبويسك (الروسية)